# Torneros de Jamuz
Torneros de Jamuz es una localidad del municipio leonés de Quintana y Congosto, en la comunidad autónoma de Castilla y León. El pueblo se encuentra al oeste del municipio, a orillas del río Jamuz. Se accede a la localidad a través de la carretera local que conecta con Quintanilla de Flórez.
La iglesia está dedicada a La Asunción.

## Localidades limítrofes
Confina con las siguientes localidades:
- Al norte con Velilla de la Valduerna y Castrillo de la Valduerna.
- Al noreste con Destriana.
- Al sureste con Quintanilla de Flórez.
- Al sur con Nogarejas.
- Al noroeste con Tabuyo del Monte.

## Demografía
Evolución de la población
| Gráfica de evolución demográfica de Torneros de Jamuz entre 2000 y 2017 |
|                                                                         |
| Población de derecho (2000-2017) según el padrón municipal del INE      |

## Historia
Así se describe a Torneros de Jamuz (o de la Valduerna) en el tomo XV del Diccionario geográfico-estadístico-histórico de España y sus posesiones de Ultramar, obra impulsada por Pascual Madoz a mediados del siglo XIX:

Lugar en la provincia de León (9 leguas), partido judicial de la Bañeza (3), diócesis de Astorga (3), audiencia territorial y capitanía general de Valladolid (23), ayuntamiento de Quintana y Congosto. Situado en el valle de Jamuz. Su clima es frío y húmedo; sus enfermedades más comunes afecciones catarrales y alguna hidropesía. Tiene 32 casas; escuela de primeras letras; iglesia parroquial (Santa María) servida por un cura de ingreso y presentación del conde de Miranda; una ermita (San Gregorio), y una fuente de muy buenas aguas. Confina con Castrillo de los Nabos, Quintanilla de Florez, Castrocontrigo y Tabuyo del Monte. El terreno es de buena, mediana e ínfima calidad, y le fertilizan las aguas que bajan del valle de Matarrubia. Los montes son de roble, pinos y urz. Caminos: los más usuales son los que dirigen a Astorga y León, Puebla de Sanabria y Portugal; se recibe la correspondencia de la Bañeza. Producciones: granos, legumbres, lino, patatas, hortaliza y pastos; cría ganados, caza mayor y menor, y pesca de truchas y escallos. Industria: 5 molinos harineros, y construcción de camas y puertas de pino y roble que venden en los puntos inmediatos. Población: 26 vecinos, 100 almas. Contribución: con el ayuntamiento.
Diccionario geográfico-estadístico-histórico de España y sus posesiones de Ultramar